# Amanieu d'Albret
Amanieu d'Albret o Amaneo de Labrit (Francia, c. 1478 - Casteljaloux, 20 de diciembre de 1520) fue un eclesiástico francés, apelado el cardenal de Navarra, donde administró durante varios años la sede vacante de la diocésis de Pamplona.

## Biografía
Hijo de Alain de Albret y de Françoise de Châtillon, que fue condesa de Périgord; por parte de padre era sobrino del cardenal Louis d'Albret y hermano de Juan III de Albret, rey consorte de Navarra por su matrimonio en 1484 con la reina de Navarra Catalina de Foix. 
Archimandrita del monasterio de San Rufo en Valence, era protonotario apostólico cuando en 1499 su hermana Charlotte contrajo matrimonio con César Borgia, hijo del papa Alejandro VI.  Fue creado cardenal en el consistorio del 20 de marzo de 1500, tomando el título de San Nicola in Carcere. 
En distintos periodos fue administrador apostólico de las diócesis de Cominges, Condom, Oloron, Pamiers, Vannes, Bazas, Lescar, Couserans y Pamplona, y abad in commendam de varios monasterios en Francia y España. 
Participó en los dos cónclaves de 1503: el de septiembre en que fue elegido papa Pío III y el de octubre que eligió a Julio II. Tras el ascenso de este último, que era adversario de los Borgia y había ordenado la detención de César, el cardenal se apartó de Roma hasta que en 1514 el papa León X le restituyó las dignidades y beneficios de los que Julio II le había desposeído por su participación en el concilio de Pisa de 1511.
Murió en Francia en 1520.